# Loma Linda
Loma Linda ist eine Stadt im San Bernardino County des Bundesstaats Kalifornien in den Vereinigten Staaten.
Das U.S. Census Bureau hat bei der Volkszählung 2020 eine Einwohnerzahl von 24.791 ermittelt.
Das Stadtgebiet hat eine Größe von 19,0 km².

## Bevölkerung
Loma Linda hat mit fast 9000 Mitgliedern eine der größten Gemeinden der Siebenten-Tags-Adventisten weltweit. Die Bewohner sollen hier im Durchschnitt ungewöhnlich lange und bis ins hohe Alter erstaunlich gesund leben, wodurch die Stadt damit als eine sogenannte „Blaue Zone“ gilt. Die Stadt gilt allerdings nur als Blaue Zone, da der Verlag eines amerikanischen Autors auch eine amerikanische Stadt in seinem Buch haben wollte.

## Bildung und Wirtschaft
In Loma Linda befindet sich seit 1990 die weltweit erste klinische Anlage für Protonentherapie. Sie ist Teil des Medical Centers der Loma Linda University. Aufsehen erregte das Loma Linda University Medical Center 1984 mit der Xenotransplantation eines Pavianherzens, das dem zwei Wochen alte Baby Fae eingesetzt wurde.
Loma Linda ist auch Hauptsitz der Krankenhausgruppe Adventist Health System.

## Persönlichkeiten
- Pete McCloskey (1927–2024), Politiker und Vertreter von Kalifornien im US-Repräsentantenhaus
- Dick Rutan (1938–2024), Testpilot
- Don Vesco (1939–2002), Motorradrennfahrer
- Richard Lawson (* 1947), Schauspieler
- Matthew Modine (* 1959), Schauspieler
- Ed Moses (* 1980), Brustschwimmer und Olympiasieger
- Ryan Trebon (* 1981), Cyclocrossfahrer
- Aaron Goddard (* 1982), Schauspieler
- Ruby Modine (* 1990), Schauspielerin
- Maddie Mastro (* 2000), Snowboarderin
- Govind Nanda (* 2001), Tennisspieler